# Fekete József István
Fekete József István (Miskolc, 1928. november 4. – Miskolc, 2011. április 18.) labdarúgó, csatár, balszélső. A sportsajtóban Fekete II néven volt ismert.

## Pályafutása
1948 és 1950 között a Miskolci VSC, 1950 és 1953 között a Miskolci Honvéd labdarúgója volt. 1952-ben a Honvéd vendégjátékosként magával vitte egy külföldi túrára, de hiába ajánlottak neki szerződést ő inkább Miskolcon maradt. 1954 és 1956 között a Miskolci Lokomotív csapatában szerepelt. 1957 és 1962 között a Diósgyőri VTK játékosa volt és négy idényen át az NB I-ben is szerepelt. Az élvonalban 59 mérkőzésen három gólt szerzett.

## Sikerei, díjai
- Magyar bajnokság
  - 5.: 1959–60